# Гиббс, Аддисон Крэндалл
Аддисон Крэндалл Гиббс (англ. Addison Crandall Gibbs, 9 июля 1825, Каттарогус, штат Нью-Йорк — 29 декабря 1886, Лондон, Великобритания) — американский политик, 2-й губернатор Орегона в 1862—1866.

## Ранние годы
Аддисон Крэндалл Гиббс родился 9 июля 1825 года в округе Каттарогус, штат Нью-Йорк. Он окончил государственную нормальную школу, прежде чем стать учителем. В 1849 году Гиббс переехал в Калифорнию.

## Карьера
В 1850 году А. К. Гиббс переехал на территорию Орегон. Там он переехал в город Гардинер на реке Ампкуа, где в 1852 году стал членом территориального законодательного собрания штата Орегон. Он также был назначен таможенным сборщиком в Гардинере.
В 1860 году Гиббс переехал в Портленд, штат Орегон, где был избран в Государственную палату. В 1862 году Гиббс был избран губернатором Орегона; его срок начался 10 сентября 1862 года, таким образом, он исполнял свои обязанности в период Гражданской войны. В 1864 году, в ответ на приказ Конгресса, Гиббс собрал пехотный полк, несмотря на сопротивление орегонцев. Он также использовал свою политическую власть в Орегоне для подавления сепаратистских движений. Срок его полномочий истек 12 сентября 1866 года.
Неудачной оказалась попытка Гиббса выдвинуть свою кандидатуру в Сенат США, чтобы заменить Джеймса У. Несмита и Генри У. Корбета в законодательном собрании Орегона. Гиббс занимал пост окружного прокурора штата Орегон, был отстранен от должности генеральным прокурором президента Улисса С. Гранта Джорджем Г. Уильямсом, бывшим сенатором от штата Орегон, в то время как Гиббс расследовал обвинения в фальсификации выборов в Орегоне. Затем он вернулся к частной практике в Портленде.

## Смерть
Аддисон К. Гиббс умер в Лондоне, 29 декабря 1886 году. В 1887 году его останки были возвращены из Англии по решению Законодательного собрания Орегона, и он был похоронен на кладбище Ривер Вью в Портленде.